# Teatro Gaztambide
El Teatro Gaztambide es un teatro que se encuentra en Tudela, capital de la Ribera del río Ebro en Navarra.
En enero de 1995 fue adquirido por el Ayuntamiento de Tudela.

## Historia
El Teatro Gaztambide se remonta a 1936. Al iniciarse ese año, Tudela contaba con un solo teatro: El teatro Cervantes. Los otros dos que había en la ciudad a principios del siglo XX habían desaparecido por distintos motivos: el Novedades fue devastado por el fuego en 1927, mientras que el Principal fue derribado en 1931.
Habitualmente es uno de los escenarios principales de las actuaciones de la Orquesta Sinfónica de Navarra.